# Bob Burns (batterista)
Robert Lewis Burns Jr., detto Bob (Jacksonville, 24 novembre 1950 – Cartersville, 3 aprile 2015), è stato un batterista statunitense, noto come membro originale del gruppo southern rock Lynyrd Skynyrd.
È tra i fondatori del gruppo, di cui ha fatto parte dal 1966 al 1971, poi nuovamente dal 1972 al 1974 e occasionalmente nel 2006.
Nel 2015 è morto all'età di 64 anni a causa di un incidente stradale.

## Discografia

### Con i Lynyrd Skynyrd
- 1973 - (pronounced 'lĕh-'nérd 'skin-'nérd)
- 1974 - Second Helping
- 1978 - Skynyrd's First and... Last (raccolta)